# Синт Лийвенс Хаутем
Синт Лийвенс Хаутем (на нидерландски: Sint-Lievens-Houtem) е община в Северна Белгия, окръг Алст на провинция Източна Фландрия. Населението му е около 9868 души (2011).
Названието Синт Лийвенс Хаутем произлиза от името на св. Ливий (на нидерландски: Sint Lievens), християнски светец, за когото се вярва, че е погребан там.

## Забележителности
- Църквата и градската стена (2009)
- Параклисът (2008)
- Стара воденица (2008)